# منتصف الليل في النجيل (فلم 2021)
منتصف الليل في النجيل (بالإنجليزية: Midnight in the Switchgrass) فيلم إثارة، وجريمة أمريكي لعام 2021 من إخراج راندال إيميت في أول إخراج له، ومن سيناريو، وتأليف آلان هورسنيل، تمثيل النجوم ميغان فوكس، وبروس ويليس، وإميل هيرش، ولوكاس هاس. يتابع الفيلم عميل من مكتب التحقيقات الفيدرالي، وضابط في ولاية فلوريدا أثناء التحقيق في سلسلة من قضايا القتل التي لم تُحل. حصلت شركة ليونز جيت على حقوق إصدار الفيلم.

## طاقم التمثيل
إميل هيرش: في دور بايرون كروفورد
بروس ويليس: في دور كارل هيلتر
ميغان فوكس: في دور ريبيكا لومباردي
لوكاس هاس: في دور بيتر
ليديا هال: في دور كارين
سيستين ستالون: في دور هيذر
مايكل بيتش: في دور المحقق ياربرو
كيتلين كارمايكل: في دور تريسي لي
ويلكر وايت: في دور السيدة جورجيا كيلوغ
جاكي كروز: في دور سوزانا
بالاشتراك مع: ماشين جون كيلي أو ريتشارد كولسون بيكر (الموسيقي، ومغني الراب) - اوليف إليز أبيركرومبي - جايسون تراويك - سيرجيو ريزوتو - تايلر جون أولسون - نيك كوسكوف - كاتالينا فيتري - سوين تيميل - آدم هويل بوتر - بوبي شو تشانس - سامية الكسندر - أليك مونوبولي.

## ملخص أحداث الفيلم
تدور أحداث الفيلم عام 2004، حيث يتم الإبلاغ عن اختفاء فتاة من بينساكولا تبلغ من العمر 16 عامًا، تدعى لوسي بايلور، ويستخدم قسم العمدة المحلي قوته في البحث عنها، وسرعان ما يعثر بائع خرسانة، أثناء هبوطه من سيارته، على جثة أنثى تبلغ من العمر 20 عامًا ملقاة ميتة بالقرب من حمولات السيدر المعزولة. يحقق بايرون كروفورد (إميل هيرش) في مسرح الجريمة، ويتعرف على الجثة على أنها سارة كيلوج. يجد المحقق علامات عض شديدة على جسدها مما يشير إلى تعرضها للاعتداء، والقتل.
يقوم عميل مكتب التحقيقات الفيدرالي كارل هيلتر (بروس ويليس) في جزء آخر من المدينة، مع شريكته العميلة ريبيكا لومباردي (ميغان فوكس) بالتحقيق في عصابة للاتجار بالجنس. تلتقي ريبيكا بمهرب المخدرات (ماشين جون كيلي) تعتقد أنه هدفهم، لكن سرعان ما تكتشف أنه الرجل الخطأ.
يربط بايرون بين اختفاء تريسي لي وولز، وقتل سارة مع قضايا القتل السابقة في الأشهر الأخيرة، ووفقًا لبياناته، تطابقت عمليات القتل مع اعتداءات قاتل متسلسل حقيقي كان يطارده منذ عامين. يتقاطع في تحقيقه مع عملاء مكتب التحقيقات الفيدرالي كارل، وريبيكا، اللذين يحققان في قضية مماثلة لعمال الاتجار بالجنس، وينضم الجميع كفريق واحد للقبض على القاتل.

## الإنتاج والإصدار
أُعلن في 22 يناير 2020 أن المنتج السينمائي راندال إيميت سيقوم لأول مرة بالإخراج في الفيلم، مع تعيين النجم إميل هيرش. تمت إضافة ميغان فوكس، وبروس ويليس إلى فريق التمثيل في 16 فبراير، وبدأ التصوير في 9 مارس في بورتوريكو. انضم لوكاس هاس، وكولسون بيكر، وسيستين ستالون، وكيتلين كارمايكل، ومايكل بيتش، ويلكر وايت، وأليك مونوبولي، وجاكي كروز إلى فريق عمل الفيلم في 12 مارس 2020. توقف إنتاج الفيلم في 16 مارس، بسبب جائحة كوفد 19، واستأنف إنتاج الفيلم في 29 يونيو.
نقلت بعض الصحف، والمواقع عن علاقة مغني الراب، والموسيقي ماشين جون كيلي (ريتشارد كولسون بيكر)، وبطلة فيلم «منتصف الليل في النجيل»، ميغان فوكس، حيث صرح كيلي انه استخدم فترة تصوير الفيلم لمتابعة ميغان، وأنه أثناء تصوير الفيلم، كان ينتظر خارج مقطورته كل يوم لمجرد إلقاء نظرة على فوكس.
يضم الفيلم بروس ويليس، وفوكس، وكيلي في الأدوار الرئيسية، ويشكل ويليس، وميجان فوكس ضباط التحقيق في سلسلة من قضايا القتل التي لم يتم حلها، وأثناء التصوير، بينما كان كيلي مغرم بمظهر الممثلة، أدركت فوكس نفسها أنها كانت منسجمة جيدًا مع الشاب الموسيقي قبل أن يلتقي الاثنان.
أعلنت شركة ليونز جيت عن إصدار الفيلم في 23 يوليو 2021.

## روابط خارجية
- منتصف الليل في النجيل على موقع IMDb (الإنجليزية)
- منتصف الليل في النجيل على موقع ميتاكريتيك (الإنجليزية)
- منتصف الليل في النجيل على موقع روتن توميتوز (الإنجليزية)
- منتصف الليل في النجيل على موقع ألو سيني (الفرنسية)
- منتصف الليل في النجيل على موقع قاعدة بيانات الفيلم (الإنجليزية)
- منتصف الليل في النجيل على موقع ليتربوكسد (الإنجليزية)
- منتصف الليل في النجيل على موقع كينوبويسك (الروسية)